# Elección para gobernador de Massachusetts de 2010
Las elecciones para gobernador de Massachusetts de 2010 se hicieron el 2 de noviembre de 2010 para escoger al Gobernador de Massachusetts en la que el Demócrata Deval Patrick ganó las elecciones. El gobernador titular Deval Patrick se postuló para la reelección de la gobernatura del estado.